# Donatas Strockis
Donatas Strockis (ur. 23 marca 1987 w Szawlach) – litewski piłkarz, występujący na pozycji obrońcy.

## Biografia
Seniorską karierę Strockis rozpoczynał w FK Šiauliai, początkowo w rezerwach klubu, a od 2005 roku w pierwszej drużynie. W latach 2009–2011 występował w klubach zagranicznych. W 2012 roku wrócił na Litwę, zostając zawodnikiem Kruoi Pokroje. W 2016 roku przeszedł do FC Pakruojis, z którym awansował wówczas do I lygi.

## Statystyki ligowe
| Sezon         | Klub                    | Liga             | Mecze | Gole |
| ------------- | ----------------------- | ---------------- | ----- | ---- |
| 2004          | FK Šiauliai-2           | II lyga          | ?     | 2    |
| 2005          | FK Šiauliai             | A lyga           | 2     | 0    |
| 2006          | FK Šiauliai             | A lyga           | 14    | 0    |
| 2007          | FK Šiauliai             | A lyga           | 10    | 0    |
| 2008          | FK Šiauliai             | A lyga           | 25    | 1    |
| 2009 (w)      | FK Šiauliai             | A lyga           | 6     | 0    |
| 2009 (j)      | MTZ-RIPA Mińsk          | Wyszejszaja liha | 5     | 0    |
| 2010          | Partyzan Mińsk          | Wyszejszaja liha | 16    | 0    |
| 2011 (w)      | JK Narva Trans          | Meistriliiga     | 7     | 0    |
| 2011/2012 (j) | Podlasie Biała Podlaska | III liga         | 13    | 1    |
| 2012          | Kruoja Pokroje          | A lyga           | 9     | 0    |
| 2013          | Kruoja Pokroje          | A lyga           | 30    | 2    |
| 2014          | Kruoja Pokroje          | A lyga           | 25    | 0    |
| 2015          | Kruoja Pokroje          | A lyga           | 20    | 1    |
| 2016          | FC Pakruojis            | II lyga          | 12    | 2    |
| 2017          | FC Pakruojis            | I lyga           | 27    | 0    |
| 2018          | FC Pakruojis            | I lyga           | 22    | 5    |
| 2019          | FC Pakruojis            | I lyga           | 10    | 0    |